# 도키와촌 (도치기현)
도키와촌(常盤村)은 도치기현의 남서부, 아소군에 속했던 촌이다. 1955년 1월 8일 도키와촌 및 구즈정, 히무로촌 등 3개 정촌이 합병하여 구즈정이 신설되고 폐지되었다.

## 역사
- 1889년 4월 1일 - 정촌제 시행에 의해 아소군 도키와촌이 성립하였다.
- 1955년 1월 8일 - 도키와촌 및 구즈정, 히무로촌 등 3개 정·촌이 합병하여 구즈정[A]이 신설되고도키와촌 등은 폐지되었다.